# Alan Lane (archéologue)
Alan Lane, né au Royaume-Uni, est enseignant en archéologie médiévale ancienne à l'université de Cardiff.

## Biographie
Alan Lane étudie de 1970 à 1974 à l'université de Glasgow, dont il sort diplômé, en archéologie et histoire écossaise, en 1974. Ensuite il va sur le terrain faire des travaux d'archéologie pour plusieurs universités, notamment Édimbourg et Glasgow. De 1975 à 1978 il est à l'University College de Londres. En 1978 il se rend à l'université de Glasgow, pour une année, pour exercer en tant que maitre de conférences à temps partiel, et en 1979 il rejoint l'université de Cardiff, comme chargé de cours en archéologie post-romaine.
En 1980-1981, il dirige la fouilles du site médiéval de Dunadd.

## Publications

### En Anglais
- (en) avec Ewan Cambell et al., « Excavations at Longbury Bank, Dyfed,and early medieval settlement in South Wales », Medieval Archaeology, no 37,‎ 1993, p. 15-77 (ISSN 0076-6097, lire en ligne).
- (en) avec Nancy Edwards, The early church in Wales and the West : recent work in early Christian archaeology, history and place names, Oxford, Oxbow, coll. « Oxbow monograph », 1992, 176 p. (ISBN 978-0946897377).
- (en) avec Ewan Campbell, Dunadd : an Early Dalriadic Capital, Oxford, Oxbow Monograph, 2000, 295 p. (ISBN 1-84217-024-4, présentation en ligne).
- (en) direction avec Hines John et Mark Redknap, Land, Sea and Home : proceedings of a conference on Viking-period settlement, at Cardiff, Leeds, Maney, coll. « Society for Medieval Archaeology monograph », 2004, 488 p. (ISBN 978-0367605674).
- (en) avec Mark Redknap, Llangorse Crannog : The Excavation of an Early Medieval Royal Site in the Kingdom of Brycheiniog, Osford, Oxbow Books, 2019, 512 p. (ISBN 978-1789253061).

### En français
- « La Grande-Bretagne occidentale du Ve au VIIe siècle : L'arrière-plan insulaire de saint Paul Aurélien », dans Bernard Tanguy (dir.), Patrick Galliou, Sean McGrail, François Kerlouégan, Bernard Merdrignac, Job an Irien, Yves-Pascal Castel, Sur les pas de Paul Aurélien : Colloque international Saint-Pol-de-Léon, Brest/Quimper, Centre de recherche bretonne et celtique/Société d'archéologie du Finistère, 1997 (ISBN 2-906790-02-8), p. 37-54. .